# Skärholmen (okręg administracyjny)
Skärholmen – okręg administracyjny (stadsdelsområde) w ramach gminy Sztokholm, położony w jej południowej części (Söderort).
Według danych opublikowanych przez gminę Sztokholm, 31 grudnia 2014 r. stadsdelsområde Skärholmen liczyło 35 740 mieszkańców, obejmując następujące dzielnice (stadsdel):
- Bredäng
- Skärholmen
- Sätra
- Vårberg

Powierzchnia wynosi łącznie 10,29 km², z czego 1,43 km² stanowią wody.